# Šundži
Cesar Šundži je bil drugi cesar kitajske dinastije Čing in prvi cesar dinastije Čing, ki je vladal ožji Kitajski. Vladal je od leta 1644 do 1661, * 15. marec 1638 kot Fulin, † 5. februar 1661. 
Odbor mandžurskih knezov ga je za naslednika njegovega očeta Hong Tajdžija (vladal 1592–1643) izbral septembra 1643, ko je bil star pet let. Knezi  so zato imenovali tudi dva sovladarja: Dorgona (1612–1650), štirinajstega sina ustanovitelja dinastije Čing Nurhacija (1559–1626), in Džirgalanga (1599–1655), enega od Nurhacijevih nečakov. Oba sta bila iz  cesarskega klana Čing. 
Od leta 1643 do 1650 je bila večina politične moči v rokah Dorgona. Pod njegovim vodstvom je cesarstvo  Čing osvojilo večino ozemlja propadle dinastije Ming (1368–1644), pregnalo Mingu lojalne režime globoko v jugozahodne province in postavilo temelje vladavine Čingov nad ožjo Kitajsko kljub zelo nepriljubljenim politikam, kot je bil na primer "ukaz striženja las" iz leta 1645, ki je podložnike Činga prisilil, da so si obrili čelo in preostale lase spletli v kito, podobno kiti Mandžurcev. Po Dorgonovi smrti zadnji dan leta 1650 je začel osebno vladati mladi cesar Šundži. Z mešanim uspehom se je poskušal boriti proti korupciji in zmanjšati politični vpliv mandžurskega plemstva. V 50. letih 16. stoletja se je soočil z oživitvijo odpora lojalistov Minga, vendar je njegova vojska do leta 1661 premagala še zadnja sovražnika cesarstva Čing, pomorščaka Košinga (1624–1662) in princa Guija (1623–1662) iz dinastije Južni Ming. Naslednje leto sta se oba vdala.  
Cesar Šundži je umrl pri 22 letih za črnimi kozami, zelo nalezljivo boleznijo, ki je bila na Kitajskem endemična, Mandžurci pa proti njej niso bili imuni. Nasledil ga je njegov tretji sin Šuanje, ki je v otroštvu prebolel črne koze in je kot cesar Kangši vladal šestdeset let. Ker se je iz Šundžijevega obdobja ohranilo manj dokumentov kot iz kasnejših obdobij dinastije Čing, je obdobje Šundžijeve vladavine razmeroma malo znano obdobje zgodovine Činga. 
V kitajskem zgodovinopisju se njegova vladavina imenuje Šundži. Enako se je imenovala tudi v mandžurskem in mongolskem jeziku. Cesarska rodbina Čing je bila po poreklu mandžurska, vendar je vladala tudi številnim mongolskim plemenom, ki so pomagala Čingu premagati dinastijo Ming. Cesarjevo osebno ime je bilo Fulin, posmrtno ime, s katerim so ga častili v templju cesarskih prednikov, pa je bilo Šidzu. 